# Pepe Carvalho (série télévisée)
Pepe Carvalho  est une série télévisée franco-italo-espagnole en 10 épisodes de 90 minutes créée par Gérard Carré d'après les romans de Manuel Vázquez Montalbán, diffusée entre le 27 mai 1999 et le 4 août 2004 sur Arte.

## Synopsis
Les enquêtes de Pepe Carvalho, un détective privé de Barcelone.

## Distribution
- Jean Benguigui : Biscuter (1999-2004)
- Carla Maciel : Charo #2 (2003-2004)
- Valeria Marini : Charo #1 (1999-1999)
- Juanjo Puigcorbé : Pepe Carvalho (1999-2004)

## Épisodes

### Première saison (1999)
1. La Solitude du manager
2. Histoire de famille
3. Shéhérazade
4. L'avant-centre a été assassiné à la tombée du jour
5. La nostalgie commence dans l'assiette
6. Le Petit Frère

### Seconde saison (2003)-(2004)
1. Les Mers du sud
2. La Rose d'Alexandrie
3. Rendez-vous avec la mort au «up and down»
4. Le Prix